# Église Saint-Bennon de Munich

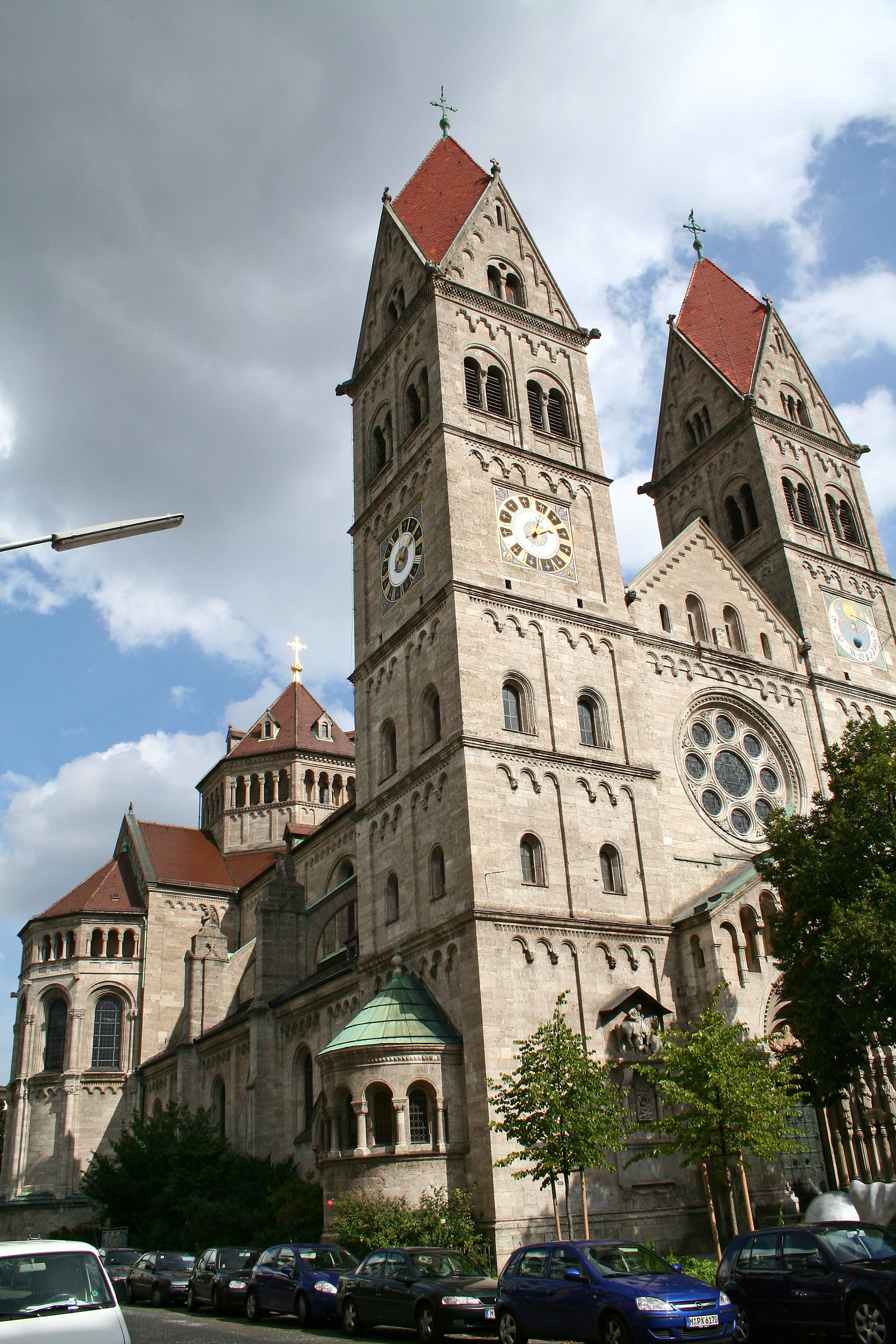
Façade de l'église

L'église Saint-Bennon (Pfarrkirche St. Benno) est une église paroissiale du quartier de Maxvorstadt à Munich (Bavière). Elle est consacrée à saint Bennon de Misnie (ou de Meissen) qui est le saint patron de la capitale bavaroise et a été construite dans un style néo-roman par Leonhard Romeis entre 1888 et 1895.